# Navachica

Navachica es una montaña situada en la provincia de Málaga, en el sur de España, el pico más alto de la Sierra Almijara.

## Ubicación
El Pico Navachica es el pico más alto de la Sierra Almijara. Tiene una elevación de 1831 metros, prominencia de 597 y un aislamiento de 19,57 kilómetros desde La Maroma al noroeste. La montaña se encuentra dentro del término municipal de Nerja. Se encuentra en el Parque Natural de las Sierras de Tejeda, Almijara y Alhama.

## Acceso
Se puede llegar al pico desde el área recreativa El Pinarillo, cerca de la costa hacia el sur, siguiendo la ruta del Barranco de los Cazadores. Desde la zona de El Pinarillo hasta el Waypoint STA-017 la ruta asciende 655 metros, con una longitud de 5,7 kilómetros, gran parte del camino a través de un lecho de río seco. Desde allí hasta la cima de Navachica se ascienden otros 785 metros en una longitud de 10 kilómetros . Desde la cima se tiene una vista panorámica de los picos Cerro del Lucero y La Maroma.

## Geología
La Sierra Almijara alberga una de las principales fuentes de dolomita de España., que da tonos blancos y grises a las crestas y barrancos. También existen zonas de arenas dolomíticas.